# Аргумент од слободне воље
Аргумент од слободне воље (често и парадокс слободне воље или теолошки фатализам) је тврдња да су свезнање и слободна воља неспојиви и да је свака концепција Бога која обухвата оба својства сама по себи контрадикторна. Овај аргумент је повезан са концептом предодређења и његовим последицама.
Мојсије Мајмонид формулисао је аргумент, у традиционалним терминима добра и зла, на следећи начин:
| „ | ...„Да ли Бог зна, или не зна да ће појединци бити добри или зли? Ако кажеш „Он зна“, онда нужно следи да је човек присиљен да се понаша како је Бог унапред знао да ће се понашати, у супротном Божије знање би било несавршено...“ | ” |